# Tobias Ferdinand Pauli
Tobias Ferdinand Pauli (* 1688 in Breslau, Fürstentum Breslau, Königreich Böhmen; † 1750) war Arzt und Mitglied der Gelehrtenakademie „Leopoldina“.
Tobias Ferdinand Pauli, auch Tobias Ferdinand Paul, war Sohn des Arztes und Mitglieds der Gelehrtenakademie „Leopoldina“ Michael Pauli. Tobias Ferdinand Pauli wirkte als Stadtarzt in seiner Geburtsstadt Breslau. Sein Schüler war der Arzt Lorenz Heister. Auch Heister wurde Mitglied der „Leopoldina“.
Am 14. Februar 1720 wurde Tobias Ferdinand Pauli mit dem Akademischen Beinamen ALCIMION als Mitglied (Matrikel-Nr. 344) in die Leopoldina aufgenommen.

## Veröffentlichungen
- Adagia quaedam medicinalia doctrinae promiscuae discursibus illustrata. Vatican Library
- Tobias Ferdinandus Pavli Vratislaviensis ad diem XXI. Jvn. anno MDCCXIV. horis consvetis: Dissertatio inavgvralis medica de strangvria senvm, qvam Deo ter optimo maximo adjvvante ex jvssv et decreto gratiosissimae Facvltatis Medicae in inclyta Vniversitate Altorfina pro svmmis in arte medica honoribvs ac privilegiis doctoralibvs rite obtinendis pvblico ervditorvm examini svbjicit
- mit Lorenz Heister: De cataracta, glaucomate et amaurosi tractatio. Dissertatio physiologico-chirurgica tertia de cataracta in lente crystallina